# 퍼니 피플
《퍼니 피플》(영어: Funny People)은 2009년 개봉한 미국의 블랙 코미디 드라마 영화이다. 저드 애퍼타우가 연출, 각본, 공동 제작을 맡았다. 애덤 샌들러, 세스 로건, 레슬리 맨, 에릭 배나, 제이슨 슈워츠먼 등이 출연하였다.

## 줄거리
스탠드업 코미디언이었다가 배우로 전직한 조지는 영화계 스타가 되었으나 최근 저질 출연작들이 혹평을 받자 환멸을 느낀다.
어느 날 조지는 갑자기 급성 골수성 백혈병 진단을 받고 성공률이 8%에 불과한 실험 단계 치료를 받게 된다. 이를 계기로 조지는 본인의 근본인 스탠드업 코미디 업계로 복귀한다.
조지는 작은 코미디 클럽에서 20대 신인 코미디언 아이라를 만난다. 이후 조지는 아이라를 조수로 고용하고, 차차 유머 작가, 대형 코미디 클럽 공연 오프닝 등 조금씩 더 큰 일을 맡기게 된다. 이 과정에서 아이라는 조지의 삶에서 가장 중요한 인간 관계 중 하나가 된다. 
한편 백혈병 치료가 차도를 보이자 조지는 현재 두 딸을 둔 유부녀인 전 약혼자 로라를 되찾고 싶어하는데...

## 출연
- 애덤 샌들러 - 조지 시먼스 역
- 세스 로건 - 아이라 라이트 역
- 레슬리 맨 - 로라 역
- 에릭 배나 - 클라크 역
- 제이슨 슈워츠먼 - 마크 테일러 잭슨 역
- 조나 힐 - 리오 케이니그 역
- 오브리 플라자 - 데이지 댄비 역
- 모드 애퍼타우 - 메이블 역
- 아이리스 애퍼타우 - 잉그리드 역
- 아지즈 안사리 - 랜디 스프링스 역
- RZA - 척 역
- 토르스텐 포게스 - 라르스 의사 역
- 앨런 와서먼 - 스티븐스 의사 역
- 웨인 페더먼 - 코미디 & 매직 매니저 역
- 니콜 파커 - 돈 역
- 조지 코 - 조지의 아버지 역
- 브라이언 뱃 - 조지의 에이전트 역
- 매기 시프 - 레이철 역
- 카일 키네인 - 병원 파파라치 역
- 칼라 갤로, 보 버넘 - 마크가 출연하는 텔레비전 시리즈 "요 티치!" 속 인물 역
- 저스틴 롱, 켄 정 - 조지의 대표작 속 인물 역
- 스티브 배노스 - 델리 매니저 역
- 일레인 카오 - 카메라를 든 엄마 역

본인 역 카메오 출연
- 데이브 어텔, 앤디 딕, 찰스 플라이셔, 놈 맥도널드, 제리 마이너, 폴 라이저, 레이 로마노, 세라 실버먼, 에미넴, 제임스 테일러, 톰 앤더슨

## 제작
오언 윌슨과 엘리자베스 뱅크스가 영화 속 가상 영화 포스터에 등장하였다.

## 기타 제작진
- 공동 제작: 앤드루 제이 코언, 브렌던 오브라이언
- 협력 제작: 리사 골드버그
- 배역: 앨리슨 존스
- 미술: 제퍼슨 세이지
- 세트: 레슬리 A. 포프
- 의상: 베치 하이먼, 낸시 스타이너